# Marocco (film 1939)
Marocco (La canción de Aixa) è un film del 1939, diretto da Florián Rey.

## Trama
Abslam e Hamed sono cugini ma le loro famiglie sono state spesso in disaccordo tra di loro me loro cercando di porre fine a questa faida.
La conoscenza di Aixa, ballerina meticcia, crea però nuovi problemi tra i cugini: Abslam si innamora della ragazza e per lei potrebbe rinunciare ai suoi incarichi di governo. La ragazza però è innamorata di Hamed il quale per ragioni politiche deve sposaer Zohira, la sorella di Abslam.

## Produzione
Il film fu prodotto dalla Film Produktion e dalla Hispano Films.

## Distribuzione
Venne presentato in prima a Barcellona l'8 aprile 1939 e a Madrid il 1º maggio 1939. Anche in Germania uscì con il titolo originale La canción de Aixa il 16 luglio 1940.